# Tamara Vidali
Tamara Vidali (* 18. Februar 1966 in Oderzo) ist eine italienische Automobilrennfahrerin.

## Karriere
Vidali startete 1993 und 1994 in der Italienischen Supertourenwagen-Meisterschaft. Ab 1995 startete sie im Super-Tourenwagen-Cup für Audi. Sie belegte in ihrer Debütsaison den neunten Platz, im darauffolgenden Jahr Platz sieben und 1997 Platz 15. 1996 fuhr sie parallel dazu vier Rennen in der Spanischen Tourenwagen-Meisterschaft. 2005 bestritt sie die Ferrari Challenge, bei der sie am Jahresende Rang neun belegte. 2006 startete sie bei vier Rennläufen in der Russischen Tourenwagen-Meisterschaft und erreichte Platz 18 in der Gesamtwertung. Außerdem wurde sie 2006 Vizemeisterin in der Italienischen Superstars-Serie.

## Karrierestationen
- 1993: Italienische Supertourenwagen-Meisterschaft (Platz 6)
- 1994: Italienische Supertourenwagen-Meisterschaft (Platz 10)
- 1995: Super-Tourenwagen-Cup (Platz 9)
- 1996: Super-Tourenwagen-Cup (Platz 7)
- 1996: Spanische Tourenwagen-Meisterschaft
- 1997: Super-Tourenwagen-Cup (Platz 15)
- 2005: Ferrari Challenge – Trofeo Pirelli (Platz 9)
- 2006: Russische Tourenwagen-Meisterschaft (Platz 18)
- 2006: Campionato Italiano Superstars (Platz 2)